# Wereldbeker mountainbike 2017
De Wereldbeker mountainbike 2017 werd gehouden van april tot en met augustus 2017. Mountainbikers streden in de disciplines crosscountry en downhill.
De crosscountry-evenementen bestonden uit zes onderdelen, gehouden van half mei tot en met eind augustus. Er werden vijf manches in Europa gehouden en één in Noord-Amerika. De wedstrijden in het downhill stonden van eind april tot eind augustus op het programma, en bestonden uit zeven manches.

## Crosscountry

### Mannen

#### Kalender en podia
| Nr. | Datum      | Locatie          | Eerste        | Tweede               | Derde                | Leider in het klassement |
| --- | ---------- | ---------------- | ------------- | -------------------- | -------------------- | ------------------------ |
| 1.  | 21/05/2017 | Nové Město       | Nino Schurter | David Valero Serrano | Julien Absalon       | Nino Schurter            |
| 2.  | 28/05/2017 | Albstadt         | Nino Schurter | Mathieu van der Poel | Anton Cooper         | Nino Schurter            |
| 3.  | 02/07/2017 | Vallnord         | Nino Schurter | Mathias Flückiger    | Jordan Sarrou        | Nino Schurter            |
| 4.  | 09/07/2017 | Lenzerheide      | Nino Schurter | Jaroslav Kulhavý     | Anton Sintsov        | Nino Schurter            |
| 5.  | 06/08/2017 | Mont-Sainte-Anne | Nino Schurter | Stéphane Tempier     | Gerhard Kerschbaumer | Nino Schurter            |
| 6.  | 27/08/2017 | Val di Sole      | Nino Schurter | Stéphane Tempier     | Julien Absalon       | Nino Schurter            |

### Vrouwen

#### Kalender en podia
| Nr. | Datum      | Locatie          | Eerste         | Tweede                 | Derde                  | Leidster in het klassement |
| --- | ---------- | ---------------- | -------------- | ---------------------- | ---------------------- | -------------------------- |
| 1.  | 21/05/2017 | Nové Město       | Annika Langvad | Sabine Spitz           | Linda Indergand        | Annika Langvad             |
| 2.  | 28/05/2017 | Albstadt         | Jana Belomoina | Maja Włoszczowska      | Jolanda Neff           | Jana Belomoina             |
| 3.  | 02/07/2017 | Vallnord         | Jana Belomoina | Annika Langvad         | Gunn-Rita Dahle Flesjå | Jana Belomoina             |
| 4.  | 09/07/2017 | Lenzerheide      | Annie Last     | Gunn-Rita Dahle Flesjå | Jana Belomoina         | Jana Belomoina             |
| 5.  | 06/08/2017 | Mont-Sainte-Anne | Jana Belomoina | Pauline Ferrand-Prévot | Catharine Pendrel      | Jana Belomoina             |
| 6.  | 27/08/2017 | Val di Sole      | Jolanda Neff   | Jana Belomoina         | Maja Włoszczowska      | Jana Belomoina             |

## Downhill

### Mannen

#### Kalender en podia
| Nr. | Datum      | Locatie          | Eerste            | Tweede         | Derde             | Leider in het klassement |
| --- | ---------- | ---------------- | ----------------- | -------------- | ----------------- | ------------------------ |
| 1.  | 30/04/2017 | Lourdes          | Alexandre Fayolle | Mark Wallace   | Marcelo Guttierez | Alexandre Fayolle        |
| 2.  | 04/06/2017 | Fort William     | Greg Minnaar      | Jack Moir      | Aaron Gwin        | Greg Minnaar             |
| 3.  | 11/06/2017 | Leogang          | Aaron Gwin        | Loris Vergier  | Greg Minnaar      | Greg Minnaar             |
| 4.  | 01/07/2017 | Vallnord         | Troy Brosnan      | Greg Minnaar   | Danny Hart        | Greg Minnaar             |
| 5.  | 08/07/2017 | Lenzerheide      | Greg Minnaar      | Troy Brosnan   | Danny Hart        | Greg Minnaar             |
| 6.  | 05/08/2017 | Mont-Sainte-Anne | Aaron Gwin        | Dean Lucas     | Danny Hart        | Greg Minnaar             |
| 7.  | 26/08/2017 | Val di Sole      | Aaron Gwin        | Amaury Pierron | Loïc Bruni        | Aaron Gwin               |

### Vrouwen

#### Kalender en podia
| Nr. | Datum      | Locatie          | Eerste          | Tweede          | Derde               | Leidster in het klassement |
| --- | ---------- | ---------------- | --------------- | --------------- | ------------------- | -------------------------- |
| 1.  | 30/04/2017 | Lourdes          | Rachel Atherton | Tracey Hannah   | Tahnée Seagrave     | Rachel Atherton            |
| 2.  | 04/06/2017 | Fort William     | Tracey Hannah   | Myriam Nicole   | Emilie Siegenthaler | Tracey Hannah              |
| 3.  | 11/06/2017 | Leogang          | Tahnée Seagrave | Tracey Hannah   | Myriam Nicole       | Tracey Hannah              |
| 4.  | 01/07/2017 | Vallnord         | Myriam Nicole   | Tahnée Seagrave | Marine Cabirou      | Tracey Hannah              |
| 5.  | 08/07/2017 | Lenzerheide      | Myriam Nicole   | Rachel Atherton | Emilie Siegenthaler | Myriam Nicole              |
| 6.  | 05/08/2017 | Mont-Sainte-Anne | Tahnée Seagrave | Myriam Nicole   | Tracey Hannah       | Myriam Nicole              |
| 7.  | 26/08/2017 | Val di Sole      | Tahnée Seagrave | Myriam Nicole   | Tracey Hannah       | Myriam Nicole              |

1991 · 
1992 · 
1993 · 
1994 · 
1995 · 
1996 · 
1997 · 
1998 · 
1999 · 
2000 · 
2001 · 
2002 · 
2003 · 
2004 · 
2005 · 
2006 · 
2007 · 
2008 · 
2009 · 
2010 · 
2011 · 
2012 · 
2013 · 
2014 · 
2015 · 
2016 · 
2017 · 
2018 · 
2019 · 
2020 · 
2021 · 
2022 · 
2023 · 
2024 · 
2025